# Tupadły (województwo mazowieckie)
Tupadły – wieś sołecka w Polsce położona w województwie mazowieckim, w powiecie płockim, w gminie Drobin. Miejsce urodzenia Felicyana Kozłowskiego
W latach 1975–1998 miejscowość administracyjnie należała do województwa płockiego.